# セントラルパークの妖精
『セントラルパークの妖精』（セントラルパークのようせい、原題：A Troll in Central Park）は、1994年10月7日に劇場公開されたアメリカ合衆国のアニメーション映画。
日本では劇場未公開。1995年10月6日にワーナー・ホーム・ビデオから『セントラルパークの妖精 スタンリーのゆかいな冒険』のタイトルで日本語吹替版と字幕スーパー版のVHSが発売されており、DVD化されなかった。日本語吹替版パッケージのキャッチコピーは「信じてごらん、ちょっぴり不思議な魔法の親指。」。字幕スーパー版パッケージのキャッチコピーは「ほら、勇気を出して!—それはだれも知らない魔法の親指。」。

## キャスト
| 役名         | 英語版声優                           | 日本語吹替 |
| ------------ | ------------------------------------ | ---------- |
| スタンリー   | ドム・デルイーズ                     | 中尾隆聖   |
| グノーガ女王 | クロリス・リーチマン                 | 朝倉佐知   |
| ガス         | フィリップ・グラッサー               | 伊倉一恵   |
| ロージー     | タウニー・サンシャイン・グローヴァー | 吉田理保子 |

※その他の日本語吹替：大竹宏／中村秀利／要田禎子／郷里大輔／鈴木れい子／吉川虎範／沢りつお／河野清人

## スタッフ
- 監督：ゲーリー・ゴールドマン（英語版）、ドン・ブルース
- 製作：ドン・ブルース、ゲーリー・ゴールドマン、ジョン・ポメロイ
- 脚本：スチュ・クレイガー
- 音楽：ロバート・フォーク（英語版）
- 編集：フィオナ・トレイラー

## 日本語版制作スタッフ
- プロデューサー：貴島久祐子（ワーナー・ホーム・ビデオ）
- 台詞演出：中野洋志
- 音楽演出：田島浩二
- 翻訳：石田泰子（パッケージ裏では石田康子と表記することがある）
- 録音：KSSスタジオ
- 日本語版制作：ワーナー・ホーム・ビデオ、ACクリエイト株式会社

## 関連商品
VHS
- 「セントラルパークの妖精 スタンリーのゆかいな冒険 日本語吹替版」（ワーナー・ホーム・ビデオ、1995年10月6日発売）NJDV-13274
- 「セントラルパークの妖精 字幕スーパー版」（ワーナー・ホーム・ビデオ、1995年10月6日発売）NJV-13274
- 「セントラルパークの妖精 日本語吹き替え版」（ワーナー・ホーム・ビデオ、1997年6月27日発売）WDV-13274